# Zvirynetska (metrostation)
Zvirynetska (Oekraïens: Звіринецька) is een station van de metro van Kiev. Het station maakt deel uit van de Syretsko-Petsjerska-lijn en werd geopend op 30 december 1991. Het metrostation bevindt zich in de wijk Zvirynets, ten zuidoosten van het stadscentrum. Het station was aanvankelijk genoemd naar de Boelvar Droezjby narodiv (Vriendschap der Volkenlaan), op 18 mei 2023 werd het station omgedoopt als verwijzing naar de wijk waar het  ligt.
Het station is zeer diep gelegen en beschikt over een perronhal die door arcades van de sporen wordt gescheiden. De arcades doen denken aan gemetselde muren. De ondergrondse stationshal komt uit in een voetgangerstunnel onder de Boelvar Droezjby narodiv.